# Eurodance
L'eurodance és un estil de música electrònica aparegut a Itàlia molt a principis dels anys 80 sota el nom d'italo-dance i més conegut posteriorment com a música spaghetti que fou ràpidament importat a tot Europa; d'aqui el seu nom actual.
L'italo-dance original nasqué fruit de la forta influència americanitzant a la península Itàlica amb èmfasi a la música disco que tant d'èxit tingué a finals dels anys 70. Això unit a una certa influència dels corrents dins de la new wave britànica que sorgiren durant el mateix període tals com el techno, el corrent anomenat nou-romàntic i la tradició melòdica de la cançó popular italiana. Del conjunt de totes aquestes fonts va sorgir, doncs, un estil musical caracteritzat per utilitzar instrumentació gairebé exclusivament electrònica (teclats, caixes de ritme, samplers, etc.), una veu vocalista portant el pés melòdic de la cançó i un tempo i ritme perfectament definits i homogenis en tot l'estil: compassos 4x4 a un ritme d'entre 100 i 120 BPM. D'aquest període inicial sorgiren nombroses produccions signades per artistes amb pseunònims de clares sonoritats anglo-saxones: Ryan Paris, P. Lion, Ken Lazlo, Den Harrow, Silver Pozzoli, Miko Misson i un llarg etcètera.

## De l'italo-dance a l'eurodance
L'èxit de l'estil va portar a una ràpida propagació més enllà de les fronteres italianes i abans de l'ecuador de la dècada dels 80 ja es realitzaven produccions que copiaven l'estil italià a Alemanya, Països Baixos, Bèlgica, Espanya i Catalunya encara que mai es va moure de dins del mercat europeu: per això ja a finals dels anys 80 alguns el començaven a anomenar eurodance. Artistes com l'alemany Eddie Hungington o el català David Lyme en foren alguns exponents d'aquesta expansió.
Un cas a part mereixiria, encara que també se'n qualifiqués d'eurodance, de la música dance que per llavors es feia al Regne Unit i especialment la que surgia de la factoria dels productors Stock, Aitken & Waterman amb un tipus de música amb segell propi: de les seves mans aparegueren gent com Mel & Kim, Bananarama, Kylie Minogue o Rick Astley entre d'altres.

## La influència del house
Cap a molt a finals dels 80 la música eurodance tal com s'havia fet fins llavors va entrar en decadència. El públic només volia escoltar música house i això va produir una renovació radical de cares dins de les múltiples productores arreu d'Europa i especialment a Itàlia on, fins i tot, alguna productora pionera dels anys 80 arribà a desaparèixer.
La consecuéncia de tot això fou una espectacular renovació de l'estil eurodance de la má de productors com Giafranco Bartolotti o Robyx a Itàlia o Deniz Pop a Dinamarca, per posar alguns exemples destacables. Encara que, curiosament, el país que abanderà aquesta renovació de l'eurodance fou Bèlgica on sorgiren produccions d'enorme èxit signades per gent com Technotronic, Twenty 4 Seven o Bizz Nizz.

## La dilució de l'eurodance en els anys 90
A mesura que en els anys 90 els estils electrónics a les discoteques es multiplicaven i cada cop havien més sub-gèneres d'altres sub-gèneres la definició estilística de l'eurodance es va perdre pel seu continu contacte amb el house, el progressiu, el techno, el New Beat de Bèlgica, el trance i altres estils sorgits dels anys 90 del segle xx.
Malgrat tot es pot dir que el país on més es va conservar la puresa de l'esperit original de l'estil fou, per descomptat, Itàlia de la mà de gent com Wighfield, Co.Ro., Playahitty, Corona o Alexia. També fou destacable el fort corrent dins de l'eurodance, aparescuda a mitjan 90, anomenada cover i que consisitia en reversionar temes clàssics del pop-rock en clau dance; Double You en fou l'àrquetip.

## Corrents de l'eurodance
Amb el canvi de segle va aparèixer una tendència dins de l'eurodance que feu molt de furor durant uns quants anys: l'italo-power. Nascut, un cop més, a Itàlia consistia senzillament a recuperar la sonoritat de l'eurodance original dels anys 80 però emprant instrumentació moderna i marcant fortament el ritme amb una percussió bastant contundent. Artistes clau d'aquesta corrent foren Gigi d'Agostino, Eiffel 65, Prezioso, Gabri Ponte i DJ Ross entre d'altres. Amb el decurs dels anys l'italo-power ses va desgastar i van deixar pas a noves figures de l'eurodance fora d'Itàlia com ara romanesos O-zone, la belga Kate Ryan o l'alemanya Cascada.